# آنیتا کولچار
آنیتا کولچار (مجاری: Kulcsár Anita; ۲ اکتبر ۱۹۷۶ – ۱۹ ژانویهٔ ۲۰۰۵) بازیکن هندبال اهل مجارستان بود.